# Daniel Mark Buechlein
Daniel Mark Buechlein (Jasper, 20 aprile 1938 – Saint Meinrad, 25 gennaio 2018) è stato un arcivescovo cattolico statunitense.

## Biografia
Monsignor Daniel Mark Buechlein nacque a Jasper il 20 aprile 1938 da Carl B. Buechlein (1906 - 1996) e Rose, nata Blessinger (1907 - 1982). Venne battezzato il giorno successivo nella chiesa di San Giuseppe con i nomi di Mark George.

### Formazione e ministero sacerdotale
Il 14 agosto 1958 entrò nell'arciabbazia di Saint Meinrad e il 15 agosto dell'anno successivo professò i voti semplici prendendo il nome di Daniel. Il 15 agosto 1962 professò i voti perpetui. Il 3 maggio 1964 fu ordinato presbitero dall'arcivescovo metropolita di Indianapolis Paul Clarence Schulte. Celebrò la sua prima messa il 24 maggio nella chiesa parrocchiale della Sacra Famiglia a Jasper.
Dopo l'ordinazione trascorse due anni a Roma, ove conseguì la licenza in sacra teologia con specializzazione in liturgia presso il Pontificio ateneo Sant'Anselmo.
Nel 1966 ritornò nell'arciabbazia di Saint Meinrad e prestò servizio come preside degli studenti e presidente della Divisione di religione del Saint Meinrad College. Nel 1971 divenne direttore della prima conferenza nazionale dei direttori spirituali di seminario e coordinatore della fondazione Midwest Association of Seminary Spiritual Directors. Nello stesso anno venne nominato rettore della scuola di teologia di Saint Meinrad. Dal 1987 fu anche rettore del collegio. Per diverse volte fu eletto membro del consiglio dell'arciabbazia di Saint Meinrad e tenne molti corsi sul ministero sacerdotale e di spiritualità.

### Ministero episcopale
Il 20 gennaio 1987 papa Giovanni Paolo II lo nominò vescovo di Memphis. Ricevette l'ordinazione episcopale il 2 marzo successivo dall'arcivescovo metropolita di Louisville Thomas Cajetan Kelly, co-consacranti l'arcivescovo di Denver James Francis Stafford e quello di Indianapolis Edward Thomas O'Meara. Durante la stessa celebrazione prese possesso della diocesi. Durante i cinque anni e mezzo di episcopato nel Tennessee, la popolazione cattolica della diocesi di Memphis aumentò di 12 000 membri. Vennero dedicate otto nuove chiese e furono costruiti diversi centri di vita familiare e un centro per ritiri spirituali. Contribuì a sviluppare un processo di pianificazione strategica, coinvolgendo centinaia di persone nella diocesi, e fu un leader nella creazione di un partenariato di collaborazione tra comunità cattoliche, protestanti ed ebraiche.
Il 13 luglio 1992 papa Giovanni Paolo II lo nominò arcivescovo metropolita di Indianapolis. Prese possesso dell'arcidiocesi il 9 settembre successivo. Il 29 giugno 1993 ricevette il pallio dal Santo Padre nella basilica di San Pietro in Vaticano.
Durante i suoi diciannove anni come pastore di Indianapolis, monsignor Buechlein lavorò per rafforzare la situazione pastorale, spirituale e finanziaria dell'arcidiocesi. Era particolarmente interessato a promuovere l'educazione cattolica, il ministero dei giovani adulti e le vocazioni al sacerdozio e alla vita religiosa.
Sotto la sua guida, le iscrizioni nelle scuole cattoliche dell'arcidiocesi aumentarono del 30%, più di 25.000 studenti, invertendo un declino di venticinque anni. Avviò una partnership innovativa con Lilly Endowment Inc. e organizzò campagne per contribuire a finanziare nuove iniziative educative. Favorì il sostegno della comunità imprenditoriale al miglioramento delle prestazioni degli studenti. Il Dipartimento dell'Istruzione degli Stati Uniti d'America riconobbe e premiò l'eccellenza di ventisei scuole arcidiocesane con i blue ribbon.
Monsignor Buechlein ricevette il sostegno per mantenere aperte le scuole cattoliche nel centro città di Indianapolis per servire gli studenti delle famiglie a basso reddito e della crescente popolazione immigrata. Promosse la costruzione di due nuove scuole elementari nel centro città. Estese il ministero dell'arcidiocesi ai giovani adulti avviando un programma di teologia, aggiungendo nuovi programmi di ministero nel campus universitario e creando nuove posizioni per il personale dell'arcidiocesi per fornire assistenza ai giovani adulti.
Nel 1995 venne nominato co-moderatore del Disciples of Christ-Roman Catholic International Dialogue.
Nel 2003 istituì il ministero del diaconato permanente nell'arcidiocesi. La prima classe di venticinque diaconi venne ordinata nel 2008 e il ministero continua a prosperare. Lo stesso anno venne nominato consultore della Congregazione per il clero.
Nel 2004 fondò il seminario Simon Bruté College di Indianapolis, per preparare i seminaristi del seminario maggiore. Il Simon Bruté College attrasse rapidamente giovani uomini che cercavano di discernere la propria vocazione al sacerdozio. Ad oggi ha contribuito a formare cinquanta seminaristi provenienti da dieci diocesi.
Monsignor Buechlein ampliò i servizi delle organizzazioni caritative cattoliche e dei ministeri sociali dell'arcidiocesi. Nel 2009 essa aprì un rifugio di 2800 metri quadrati per le famiglie senzatetto, il Rifugio della Sacra Famiglia, situato nella parte occidentale di Indianapolis.
Anche la salute finanziaria dell'arcidiocesi migliorò sotto la guida di monsignor Buechlein. Durante il suo mandato, l'arcidiocesi raccolse 300 milioni di dollari attraverso un appello annuale e diverse campagne per pagare i progetti di costruzione e le necessità del ministero di tutta l'arcidiocesi. Dopo una serie di significativi deficit di bilancio, monsignor Buechlein guidò l'arcidiocesi nel trovare solide basi finanziarie e nel raggiungere il pareggio di bilancio. Supervisionò la crescita della Catholic Community Foundation che sovrintende alle dotazioni dell'arcidiocesi. Durante il suo mandato vennero istituiti 337 fondi di dotazione per un valore di oltre cento milioni di dollari.
Il 18 gennaio 2008 gli venne diagnosticato il linfoma di Hodgkin dopo aver sperimentato stanchezza pesante e gonfiore sotto il braccio destro ed essersi sottoposto a esami medici il 13 gennaio precedente. Disse che nonostante il suo ministero sarebbe stato leggermente ridimensionato avrebbe continuato a operare come al solito. Il 20 giugno 2008 monsignor Buechlein annunciò che il cancro era in remissione e che la sua routine regolare sarebbe ripresa in agosto. Nel 2009 subì un intervento di sostituzione di una spalla. L'anno successivo subì un intervento chirurgico per rimuovere un tumore benigno allo stomaco. Il 18 marzo 2011 fu colpito da un lieve ictus e venne ricoverato al St. Vincent Hospital di Indianapolis.
Il 1º agosto inviò una lettera a papa Benedetto XVI in cui presentava le dimissioni per motivi di salute. Il 21 settembre successivo papa Benedetto XVI accettò la sua richiesta. Nell'ottobre successivo monsignor Buechlein si trasferì nell'infermeria dell'arciabbazia di Saint Meinrad. Continuò a insegnare e nel 2013 pubblicò un libro di memorie Surprised by Grace: Memories and Reflections After 25 Years of Episcopal Ministry.
Morì nell'infermeria dell'arciabbazia di Saint Meinrad alle 12.20 del 25 gennaio 2018 all'età di 79 anni. Le esequie si tennero il 31 gennaio alle ore 11 nella cattedrale dei Santi Pietro e Paolo a Indianapolis e furono presiedute dall'arcivescovo Charles Coleman Thompson. Una seconda cerimonia funebre ebbe luogo il giorno successivo alle ore 10 nella chiesa dell'arciabbazia di Saint Meinrad. La salma fu poi sepolta nel cimitero dell'arciabbazia.

## Opere
- Seeking the Face of the Lord. Criterion Press Incorporated 1999
- Reflections on the Life and Times of Simon Guillaume Gabriel Brute De Remur. Criterion Press Incorporated 2005
- Still Seeking the Face of the Lord. Criterion Press Incorporated 2006
- Surprised by Grace: Memories and Reflections After 25 Years of Episcopal Ministry. Criterion Press Incorporated 2012, ISBN 978-0578115573

## Genealogia episcopale e successione apostolica
La genealogia episcopale è:
- Cardinale Scipione Rebiba
- Cardinale Giulio Antonio Santori
- Cardinale Girolamo Bernerio, O.P.
- Arcivescovo Galeazzo Sanvitale
- Cardinale Ludovico Ludovisi
- Cardinale Luigi Caetani
- Cardinale Ulderico Carpegna
- Cardinale Paluzzo Paluzzi Altieri degli Albertoni
- Papa Benedetto XIII
- Papa Benedetto XIV
- Papa Clemente XIII
- Cardinale Marcantonio Colonna
- Cardinale Giacinto Sigismondo Gerdil, B.
- Cardinale Giulio Maria della Somaglia
- Cardinale Carlo Odescalchi, S.I.
- Cardinale Costantino Patrizi Naro
- Cardinale Lucido Maria Parocchi
- Papa Pio X
- Cardinale Gaetano De Lai
- Cardinale Raffaele Carlo Rossi, O.C.D.
- Arcivescovo Amleto Giovanni Cicognani
- Arcivescovo Paul John Hallinan
- Arcivescovo Joseph Louis Bernardin
- Arcivescovo Thomas Cajetan Kelly, O.P.
- Arcivescovo Daniel Mark Buechlein, O.S.B.

La successione apostolica è:
- Vescovo Timothy Lawrence Doherty (2010)
- Arcivescovo Christopher James Coyne (2011)